# Antonov An-148
Antonov An-148 (em ucraniano: Антонов Ан-148) é um avião a jato bimotor produzido pela Antonov na Ucrânia e na Rússia, pela Voronezh Aircraft Production Association (Воронежское акционерное самолётостроительное общество).
O desenvolvimento da aeronave foi iniciado na década de 1990, e o primeiro voo ocorreu em 17 de dezembro de 2004. O avião completou o seu programa de certificação em 26 de fevereiro de 2007.
O An-148 tem um alcance máximo de 2,100 à 4,400 km e é capaz de transportar de 68 à 99 passageiros, dependendo de sua configuração.
O An-158 é uma versão alongada da fuselagem do 148, e pode transportar até 99 passageiros.